# Gummfluh
Die Gummfluh ist ein Berg in den Waadtländer Voralpen in der Schweiz.
Mit einer Höhe von 2458 m ü. M. ist sie der höchste Gipfel in der Bergkette auf der Südseite des Bezirks Pays-d’Enhaut und liegt auf der Grenze zwischen den Kantonen Bern und Waadt. Sie grenzt an das Naturschutzgebiet La Pierreuse.